# Aleksandar Langović
 Aleksandar Langović (ur. 19 lutego 2001 w Prijepolju) – serbski koszykarz, występujący na pozycji środkowego, od 2023 roku zawodnik PGE Spójni Stargard.
Ma 205 cm wzrostu. Występował w bośniackim Boracu Banja Luka, z którym grał w ABA League 2. W przeszłości grał w KK Mega Leks U18, OKK Belgrad, KK Mega Bemax i KK Podgorica. Występował w młodzieżowych reprezentacjach Serbii. Brał udział w międzynarodowych turniejach Adidasa i Jordana dla utalentowanych koszykarzy.